# Lois Chiles
Lois Chiles, née le 15 avril 1947 à Houston (Texas, États-Unis), est une actrice américaine.
Elle est principalement connue pour ses rôles marquants dans les films Mort sur le Nil et le James Bond Moonraker.

## Biographie

### Des débuts en tant que mannequin vedette
Avant de commencer sa carrière cinématographique, Lois Chiles fut un mannequin très demandé et fit la couverture de nombreux magazines de mode prestigieux dont Cosmopolitan, Harper's Bazaar et Marie-Claire.

### Carrière au cinéma
Lois Chiles se fait d'abord remarquer au générique de deux films avec Robert Redford : d'abord en 1973 dans Nos plus belles années, avec également Barbra Steisand, puis, l'année suivante Gatsby le Magnifique. Son personnage sera repris par la jeune comédienne Elizabeth Debicki dans la version de Baz Luhrmann en 2013.
1978 et 1979 seront deux années décisives où la comédienne s'impose, d'abord dans un second rôle aux côtés de Michael Douglas et Geneviève Bujold dans le thriller médical Morts suspectes. La même année, elle intègre le très prestigieux casting de l'adaptation du roman d'Agatha Christie Mort sur le Nil où figurent également Peter Ustinov, Jane Birkin, Bette Davis, Mia Farrow, Angela Lansbury, David Niven ou encore Maggie Smith.
Puis vient la consécration lorsqu'elle interprète l'énergique James Bond Girl Holly Goodhead dans le film Moonraker avec Roger Moore.
Dans les années 1980 et 1990, sa carrière alterne entre cinéma (Creepshow 2, Broadcast News, Jusqu'au bout du monde, Sang-froid, Speed 2 : Cap sur le danger...) et télévision. Sur le petit écran, elle marque notamment l'esprit des fans de la série Dallas grâce à son rôle de Holly Harwood qui, sur deux saisons, tient tête à J. R. Ewing et participe en guest star aux séries Pour l'amour du risque, Arabesque ou Une nounou d'enfer.
L'un de ses derniers rôles est une courte apparition de son personnage, la mère de l'enquêteur Nick Stokes, lors d'un épisode de la série Les Experts. L'épisode fut réalisé par Quentin Tarantino.

## Filmographie

### Cinéma
- 1972 : Together for Days : Shelley
- 1973 : Nos plus belles années (The Way We Were) : Carol Ann
- 1974 : Gatsby le Magnifique (The Great Gatsby) : Jordan Baker
- 1978 : Morts suspectes (Coma) : Mrs. Nancy 'Nance' Greenly
- 1978 : Mort sur le Nil (Death on the Nile) : Linnet Ridgeway Doyle
- 1979 : Moonraker : Dr Holly Goodhead
- 1984 : Courage : Ruth
- 1986 : Sweet Liberty d'Alan Alda : Leslie
- 1987 : Creepshow 2 : Annie Lansing (segment The Hitchhiker)
- 1987 : Broadcast News : Jennifer Mack
- 1989 : Un monde pour nous (Say Anything...) : La mère de Diane
- 1990 : Twister : Virginia
- 1991 : Venins (In the Eye of the Snake) : La mère de Claire Anzer—Marc
- 1991 : Jusqu'au bout du monde (Bis ans Ende der Welt) : Elsa Farber
- 1991 : Hit man, un tueur (Diary of a Hitman) : Sheila
- 1995 : The Babysitter de Guy Ferland : Bernice Holsten
- 1996 : Poussière d'étoile (Wish Upon a Star) : Mittermonster
- 1996 : Sang-froid (Curdled) : Katrina Brandt
- 1997 : Bliss de Lance Young  : Eva
- 1997 : Speed 2 : Cap sur le danger (Speed 2: Cruise Control) : Celeste
- 1997 : Austin Powers (Austin Powers: International Man of Mystery) : La femme de Steamrolled Henchman
- 2000 : Eventual Wife : La mère de Susan
- 2006 : Kettle of Fish : Jean

### Télévision
- 1981 : Pour l'amour du risque (Hart to Hart) (série télé) : Scottie / Mary Scott
- 1982 - 1983 : Dallas (série télé) : Holly Harwood
- 1986 : Dark Mansions (téléfilm) : Jessica Drake
- 1987 : Tales from the Hollywood Hills: A Table at Ciro's (téléfilm) : Lita Nathan
- 1990 : Liaison brûlante (Burning Bridges) (téléfilm) : Claire Morgan
- 1990 : Arabesque (Murder She Wrote) (série télé) S07E07 : Millie Bingham Stafford
- 1991 : Veronica Clare (en) (série télé)
- 1992 : Obsession (Obsessed) (téléfilm) : Louise
- 1993 : Dans la chaleur de la nuit (In the  Heat of the Night) (série télé) : Muriel Gray
- 1993 : Jazz dans la nuit (Lush Life) (Téléfilm) : Lucy
- 1993 : Crossroads (série télé) : Renee
- 1994 : La Loi de Los Angeles (L.A. Law) (série télé) : Carmilla Greer
- 1995 : Les Nouvelles Aventures de Flipper le dauphin (Série TV) : Allison Van Rijn
- 1997 : Une nounou d'enfer (The Nanny) (série télé) : Elaine
- 1998 : Black Cat Run (Téléfilm) : Ada Bronnel
- 2002 : Any Day Now (série télé) : Juge
- 2002 : Warning: Parental Advisory (Téléfilm) : Susan Baker
- 2005 : Les Experts (CSI: Crime Scene Investigation) (série télé) : Jillian Stokes

## Voix françaises
En France, Lois Chiles a notamment été doublée par Monique Thierry (Morts suspectes, Moonraker, Pour l'amour du risque), Anne Kerylen (Gatsby le Magnifique, Mort sur le Nil), Évelyn Séléna (Nos plus belles années) mais aussi Anny Duperey pour le premier doublage de Gatsby le Magnifique.